# إم. إف. كورن
إم. إف. كورن (بالإنجليزية: M. F. Korn)‏ (1958)؛ روائي أمريكي.